# Rajd Szwecji 1994
Rajd Szwecji 1994 (43. International Swedish Rally 1994) – pierwsza runda eliminacji Dwulitrowego Rajdowego Pucharu Świata w roku 1994, który odbył się w dniach 11–14 lutego. Bazą rajdu było miasto Karlstad.

## Wyniki końcowe rajdu
| Msc.                   | Kierowca               | Pilot                  | Samochód                | Czas                   | Strata                 | Grupa                  |
| Klasyfikacja generalna | Klasyfikacja generalna | Klasyfikacja generalna | Klasyfikacja generalna  | Klasyfikacja generalna | Klasyfikacja generalna | Klasyfikacja generalna |
| ---------------------- | ---------------------- | ---------------------- | ----------------------- | ---------------------- | ---------------------- | ---------------------- |
| 1                      | Thomas Rådström        | Lars Bäckman           | Toyota Celica Turbo 4WD | 4:12.00                | 0.0                    | A8                     |
| 2.                     | Mats Jonsson           | Johnny Johansson       | Mazda 323 GTR           | 4:12.12                | +0.12                  | A8                     |
| 3.                     | Stig Blomqvist         | Benny Melander         | Ford Escort RS Cosworth | 4:12.16                | +0.16                  | A8                     |
| 4.                     | Johan Kressner         | Jörgen Edström         | Toyota Celica Turbo 4WD | 4:20.01                | +8.01                  | A8                     |
| 5.                     | Kenneth Bäcklund       | Tord Andersson         | Mitsubishi Galant VR-4  | 4:25.53                | +13.53                 | N4                     |
| 6.                     | Stig-Olov Walfridsson  | Gunnar Barth           | Mitsubishi Galant VR-4  | 4:26.48                | +14.48                 | N4                     |
| 7.                     | Per Svan               | Johan Olsson           | Opel Astra GSI 16V      | 4:29.02                | +17.02                 | A7                     |
| 8.                     | Arne Rådström          | Krister Engström       | Audi 90 Quattro         | 4:29.58                | +17.58                 | A8                     |
| 9.                     | Anders Rådström        | Lars-Ove Larsson       | Mitsubishi Galant VR-4  | 4:31.52                | +19.52                 | N4                     |
| 10.                    | Jörgen Jonasson        | Nicklas Jonasson       | Volkswagen Golf GTI 16V | 4:33.42                | +21.42                 | A7                     |
| 2L WRC                 |                        |                        |                         |                        |                        |                        |
| 1 (7).                 | Per Svan               | Johan Olsson           | Opel Astra GSI 16V      | 4:29.02                | -                      | A7                     |
| 2 (10).                | Jörgen Jonasson        | Nicklas Jonasson       | Volkswagen Golf GTI 16V | 4:33.42                | +4:40                  | A7                     |
| 3 (14).                | Anders Nilsson         | Per Schlegel           | Opel Kadett GSI 16V     | 4:34:56                | +5:54                  | A7                     |